# Eodrepanus striatulus
Eodrepanus striatulus är en skalbaggsart som beskrevs av Renaud Maurice Adrien Paulian 1945. Eodrepanus striatulus ingår i släktet Eodrepanus och familjen bladhorningar. Inga underarter finns listade i Catalogue of Life.